# Francisco de São Luís Saraiva

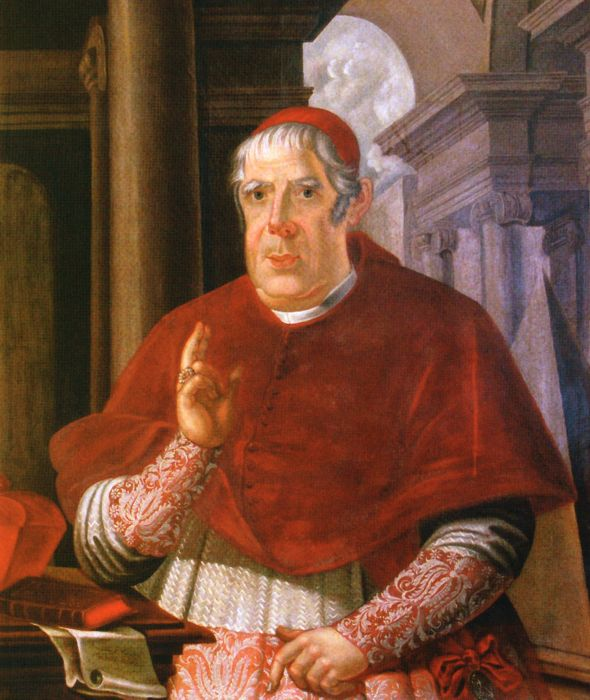
Patriarch Francisco de São Luís Saraiva OSB

Francisco de São Luís Saraiva OSB (* 26. Januar 1766 in Ponte de Lima, Portugal als Francisco Justiniano Saraiva; † 7. Mai 1845 in Lissabon, Portugal) war ein portugiesischer Bischof und Politiker.

## Leben

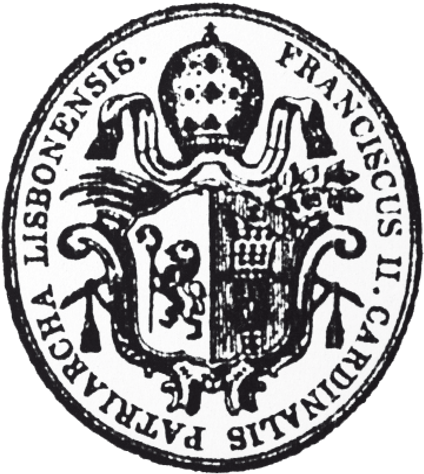
Siegel des Patriarchen mit seinem Amtswappen

De São Luiz Saraiva war der Sohn von Manuel José Saraiva und seiner Frau Leonor Maria Teodora Correia. Am 27. Januar 1782, einen Tag nach seinem sechzehnten Geburtstag, legte er im Benediktinerkloster Santa Maria de Tibães seine feierlichen Gelübde als Benediktiner ab. Im Kloster Santo André de Rendufe studierte er Philosophie. Am 7. März 1789 wurde er zum Priester für den Benediktinerorden geweiht. Pater Francisco erwarb sodann 1791 einen Abschluss in Theologie an der Universität Coimbra und begann bald darauf, dort zu unterrichten.
Es gibt mehrere Hinweise darauf, dass er der Freimaurerei angehörte, wo er den Namen Condorcet angenommen hätte. Oliveira Marques erwähnt, dass es wahrscheinlich vor 1821 in einer Loge in Coimbra beitrat.
Im Jahr 1808, nach der französischen Invasion in Portugal, wurde er zum Mitglied der patriotischen Junta ernannt, die zur Verwaltung der Minho-Region gegründet wurde.
Während der konstitutionellen Monarchie bekleidete er mehrere wichtige politische Ämter, darunter das des Präsidenten der Abgeordnetenkammer (1826–1828; 1834), Innenminister (1834–1835) und Peer des Königreiches (ab 1835).
Am 18. Dezember 1821 wurde er um Koadjutor-Bischof von Coimbra ernannt. Sein Vorgänger Francisco de Lemos de Faria Pereira Coutinho starb am 16. April 1822. Am 19. April 1822 erhielt er die Bestätigung und wurde zum Titularbischof von Dura ernannt. Da sein Vorgänger bereits verstorben war, folgte er gleich als Bischof von Coimbra nach. Mit dem Bischofssitz war der Titel eines Conde de Arganil verbunden. Am 15. September 1822 weihte Vicente da Soledade e Castro OSB, Erzbischof von São Salvador da Bahia, ihn in der Kathedrale von Coimbra zum Bischof. Bereits am 30. April 1824 verzichtete er auf sein Bistum. Saraiva wurde 1840 von Königin Maria II. zum Patriarchen von Lissabon ernannt. Am 3. April 1843 erfolgte die päpstliche Bestätigung. Am 19. Juni 1843 erhob Papst Gregor XVI. ihn zum Kardinal. Da er aber bereits kurz danach starb, wurde ihm keine Titelkirche zugeordnet.
Im Dezember 1834 erhielt er das Großkreuz des Christusordens.